# Argyrodes cylindratus
Argyrodes cylindratus là một loài nhện trong họ Theridiidae.
Loài này thuộc chi Argyrodes. Argyrodes cylindratus được Tord Tamerlan Teodor Thorell miêu tả năm 1898.

## Hình ảnh

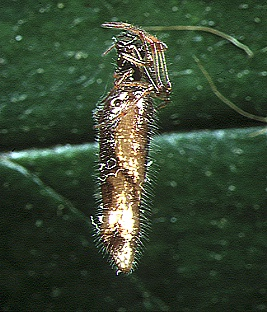